# Chandler Egan
Henry Chandler Egan (Chicago, 21 agosto 1884 – Everett, 5 aprile 1936) è stato un golfista e architetto statunitense.

## Primi anni e college
Egan nacque a Chicago, nell'Illinois, che alla fine del XIX secolo rappresentava l'epicentro del golf statunitense - il primo campo da golf a 18 buche nel paese, il Chicago Golf Club, a Wheaton, fu costruito nel 1895. Egan giocò la sua prima partita di golf a Lake Geneva, nel Wisconsin, all'età di 12 anni. Frequentò la scuola secondaria presso la Rugby School a Kenilworth, dove fu un ottimo giocatore di football. La scuola non aveva una squadra di golf, così Chandler continuò a giocare a golf nel club di suo padre, l'Exmoor Country Club. Fu accettato all'Università di Harvard, dove divenne ben presto il capitano della squadra di golf del college. La squadra vinse tre squadra NCAA Division I Men's Golf Championships dal 1902 al 1904, e Egan vinse il titolo individuale del 1902.

## Campionati e Olimpiadi
Egan vinse il suo primo torneo non collegiale nel Western Amateur del 1902, giocati presso il Chicago Golf Club. Non solo Egan giocò il torneo nell'area metropolitana della sua città natale, ma il secondo classificato fu suo cugino Walter Egan. Un anno dopo, nello stesso torneo, i cugini Egan si scambiarono i posti d'arrivo con Walter primo e Chandler secondo. Chandler Egan vinse il torneo di nuovo nel 1904, 1905 (con Walter nuovamente secondo), e nel 1907.
Nel 1904, Egan raggiunse l'apice del successo nel golf amatoriale statunitense vincendo la US Amateur, giocata al Baltusrol Golf Club, nel New Jersey. Difese il suo titolo un anno dopo, giocando al Chicago Golf Club.
Nell'estate 1904, Egan era il favorito per la vittoria del torneo olimpico individuale di St. Louis. Mentre la squadra degli Stati Uniti di Egan (che comprendeva anche suo cugino Walter) vinse l'oro a squadre, Egan dovette accontentarsi dell'argento nella gara individuale, dato che fu sconfitto dal canadese George Lyon, il quale aveva più del doppio della sua età.

## Il trasferimento a Oregon
Dopo il suo secondo posto al US Amateur del 1909, Egan improvvisamente scomparve dalle competizioni. Si riebbero sue notizie nel maggio 1911 con il suo acquisto di un frutteto di 115 acri di mele e pere a Medford, in Oregon. Ricomparve sul circuito del golf competitivo nel 1914, con un secondo posto nel campionato Pacific Northwest Amateur vinto da Jack Neville. Un anno dopo, Egan e Neville si sarebbero incontrati di nuovo e, questa volta, Egan fu il vincitore. Egli avrebbe vinto la Pacific Northwest Amateur altre quattro volte, nel 1920, 1923, 1925 e 1932. Egan viaggiò a sud per vincere la California State Amateur nel 1926. Ha giocato due volte nella squadra statunitense alla Walker Cup nel 1930 e nel 1934.

## Architetto di campi da golf
Negli anni '20, Egan si occupò di progettazione di campi da golf. In questo periodo, disegnò molti campi in Oregon come l'Eugene Country Club, Eastmoreland Golf Course, Oswego Lake Country Club, Riverside Golf & Country Club, and Tualatin Country Club. Nel 1929, Egan collaborò con il leggendario architetto di campi da golf Alister MacKenzie per rinnovare il Pebble Beach Golf Links per l'US Amateur del 1929, in cui Egan raggiunse le semifinali. Nel 1929, Egan aiutò MacKenzie e Hunter durante la progettazione e la costruzione dell'Union League Golf and Country Club, ora conosciuto come Green Hills Country Club di Millbrae, in California.

## Morte
Nel 1936, Egan completò i piani per il West Seattle Golf Course a Seattle e stava lavorando sul quasi completato Legion Memorial Golf Course nella vicina Everett a fine marzo. Fu colpito da una polmonite che lo costrinse ad un ricovero ospedaliero durato una settimana, dopo la quale morì. Il suo funerale si svolse a Seattle e fu sepolto a Medford.
Egan fu introdotto nel Pacific Northwest Golf Association Hall of Fame nel 1985 e nell'Oregon Sports Hall of Fame nel 1990.